# Hanns Obonya
Hanns Obonya, auch Hans Obonya (* 16. Jänner 1922 in Wien; † 27. Mai 1978 ebenda), war ein österreichischer Schauspieler.

## Leben
Obonya kam bereits als Jugendlicher mit Theater und Film in Berührung. So spielte er in den 1930er Jahren Piccolos, Liftboys und Schiffsjungen in deutschen und österreichischen Unterhaltungsfilmen.
Anfang der 1950er Jahre war Obonya am Schauspielhaus Graz verpflichtet. Dort war er 1951 unter anderem in der Titelrolle des Dramas Kain von Anton Wildgans zu sehen. Außerdem spielte er in dem musikalischen Volksstück Die Gigerln von Wien mit der Musik von Alexander Steinbrecher.
1956 wirkte er in der Wiener-Festwochen-Premiere des Stücks Ulla Winblad oder Musik und Leben des Carl Michael Bellman von Carl Zuckmayer im Wiener Volkstheater mit.
Später wurde Hanns Obonya auch festes Ensemblemitglied am Wiener Burgtheater. Dort spielte er ein breites Repertoire, das Stücke von William Shakespeare, die deutschsprachigen Autoren der Klassik und Romantik, Volksstücke von Ferdinand Raimund und Johann Nestroy, aber auch Stücke der Moderne und des zeitgenössischen Theaters umfasste. So spielte er an der Burg beispielsweise 1964 den Patriarchen von Jerusalem in Gotthold Ephraim Lessings Theaterstück Nathan der Weise. Im Akademietheater trat er 1963 als Kriminalinspektor Richard Voß in dem Stück Die Physiker von Friedrich Dürrenmatt auf. Positive Kritiken erhielt Obonya für seine Darstellung des Tupper in Johann Nestroys Posse Der Unbedeutende. Obonya überzeugte auch in kleineren Rollen und formte in diesen intensive Charakterporträts, so 1978 in einem seiner letzten Auftritte auf der Bühne des Burgtheaters als Prager Bürger Prokop in Ein Bruderzwist in Habsburg von Franz Grillparzer.
Ab den 1960er Jahren trat Obonya regelmäßig bei den Salzburger Festspielen auf. 1961 spielte er den Bustorius in dem romantischen Zaubermärchen Der Bauer als Millionär von Ferdinand Raimund. 1964 übernahm er den Altmeyer in Faust von Johann Wolfgang von Goethe mit. Mehrere Jahre spielte er im Jedermann von Hugo von Hofmannsthal die Rolle des armen Nachbarn.
In den 1960er Jahren war er im österreichischen und deutschen Fernsehen auch mehrfach in Literaturverfilmungen, in Theateraufzeichnungen oder in Fernsehbearbeitungen von Theaterstücken zu sehen. 1963 spielte er die Rolle des Iwan Schamrajew in einer Fernsehinszenierung des Stücks Die Möwe von Anton Tschechow. 1968 war er in einer von Hans Thimig für den ORF bearbeiteten Fernsehfassung als Paddy McDowd in dem Stück Fast ein Poet von Eugene O’Neill zu sehen. In der Fernsehserie Die Abenteuer des braven Soldaten Schwejk spielte Obonya unter der Regie von Wolfgang Liebeneiner Anfang der 1970er Jahre den Oberst Schröder an der Seite von Fritz Muliar. Seine letzte Fernsehrolle hatte Obonya 1977 als Offizier in dem Fernsehdrama Alpensaga von Peter Turrini.
Hanns Obonya war mehrfach auch als Sprecher bei Hörspielen des Österreichischen Rundfunks tätig, unter anderem 1960 in einer Koproduktion des NDR und des ORF von Friedrich Schillers Trilogie Wallenstein und noch kurz vor seinem Tod 1978 als Szabuniewicz in Jakobowsky und der Oberst von Franz Werfel. Außerdem übernahm er regelmäßig pointierte Sprechrollen in Operettenproduktionen des Österreichischen Rundfunks, beispielsweise in Die Landstreicher von Carl Michael Ziehrer.
Hanns Obonya war Teil einer der berühmtesten österreichischen Schauspielerfamilien. Er war bis zu seinem Tode 1978 mit der Kammerschauspielerin Elisabeth Orth verheiratet. Seine Schwiegereltern waren Attila Hörbiger und Paula Wessely. Sein Sohn Cornelius Obonya wurde ebenfalls Schauspieler. Hanns Obonya wurde am Hietzinger Friedhof bestattet.

## Filmografie (Auswahl)
- 1934: Der junge Baron Neuhaus
- 1935: Im Weißen Rössl
- 1936: Rendezvous in Wien
- 1936: Konfetti (Confetti)
- 1936: Hannerl und ihre Liebhaber
- 1936: Lumpacivagabundus
- 1937: Florentine
- 1961: Reporter (TV)
- 1961: Der Bauer als Millionär
- 1962: Deutschland – deine Sternchen
- 1962: Der rote Rausch
- 1963: Die Möwe (TV)
- 1964: Der Verschwender
- 1964: Nathan der Weise (TV)
- 1964: Heinrich VI. (TV)
- 1965: Geißel des Fleisches
- 1965: 3. November 1918
- 1968: Fast ein Poet (TV)
- 1969: Die Moritat vom Räuberhauptmann Johann Georg Grasel (TV)
- 1972: Die Abenteuer des braven Soldaten Schwejk (TV)
- 1972: Briefe von gestern (TV)
- 1975: Tatort – Urlaubsmord (TV)
- 1976: Jakob der Letzte (TV)
- 1977: Die Alpensaga
- 1977: Tatort – Der vergessene Mord